# 英國鐵路483型電力動車組
英國鐵路483型電動列車（英語：British Rail Class 483），原本是倫敦地鐵的1938年型號列車。這些列車在1989年至1992年間在漢普郡伊斯特利火車工廠接受大翻新，隨後被運到懷特島，取代在當地行走了20年、同樣由舊倫敦地鐵列車改裝而成的英國鐵路485/486型電動列車。
該款列車在懷特島服役時，曾採用不同樣式的彩繪塗裝。2008年起，所有仍在服役的483型列車塗裝全部改為倫敦地鐵時期的紅色。
2019年，營運懷特島鐵路的西南鐵路公司宣佈，將以Vivarail製造，同樣由倫敦地鐵列車改造而成的英國鐵路484型電動列車替代483型列車。483型列車於2021年1月3日最後一次提供常規載客服務。
連同在倫敦服務的時期，483型列車提供服務超過80年，在退役之前是英國境內車齡最高的常規載客列車。
有三列483型列車在退役後獲私人收藏。其中懷特島蒸汽鐵路將保存編號為483007的列車，而一個名為「倫敦交通動力集團」（英語：London Transport Traction Group）的組織則獲贈483006及483008共兩組列車。